# Ettore Rota
Pour les articles homonymes, voir Rota.
Ettore Rota, né le 3 mars 1883 à Milan et mort le 26 août 1958 à Cannobio, est un professeur d'université, écrivain et historien italien.

## Biographie

### Origines et formation
Né à Milan en 1883, Ettore Rota est élevé avec sa sœur Virginia (qui deviendra enseignante) par son père Enrico, inspecteur des chemins de fer de l'État, et sa mère Adélaïde Bietta. 
Après avoir terminé ses études au lycée Alessandro Manzoni de Milan en 1901, il s'inscrit à la fin de la même année à la faculté de littérature de l'Université de Pavie, ne parvenant cependant qu'en deuxième année du cursus, en 1902-03, à entrer au collège Ghislieri, où il y reste jusqu'en 1906. Il obtient son diplôme le 1er juillet 1905 après la publication de sa thèse La reazione cattolica a Milano (La réaction catholique à Milan), publiée en 1905-1906 sur le Bulletin de la Société pavienne d'histoire de la patrie suscitant au passage une vive controverse au sein même du magazine. Deux jours avant l'obtention de son diplôme, le 28 juin 1905, Rota avait réussi l'examen de qualification pour l'enseignement secondaire. Après avoir occupé une chaire à L'Aquila (1907-08) et à Plaisance (1908-13), il s'installe définitivement à Côme pour enseigner à l'institut technique Caio Plinio de 1914 à 1918. Attaché à la ville, il continuera à y vivre même après sa nomination à la chaire d'histoire moderne de l'Université de Pavie.
Le 17 décembre 1914, il est récompensé pour son essai Il pensiero e l’arte degli scrittori francesi davanti e dopo la Rivoluzione negli scrittori italiani degli ultimi decenni del secolo XVIII e nei primi del secolo XIX (La Révolution chez les écrivains italiens des dernières décennies du XVIIIe siècle et du début du XIXe siècle) par l'Institut lombard des sciences, dont il deviendra plus tard membre correspondant (27 octobre 1938) puis membre à part entière (19 mai 1949). C'est avec cette publication qu'il commence ses travaux sur les relations culturelles entre la France et l'Italie notamment au XIXe siècle. 

### Après la Première guerre mondiale
En 1917, avec Corrado Barbagallo,il fonde le Nuova Rivista Storica (Nouveau magazine historique) ayant pour thème d'étude l'histoire sociale, économique, politique et des idées. En 1918, Rota obtient son diplôme d'enseignant, après avoir donné une leçon sur Il pensiero politico di Giuseppe Mazzini (La pensée politique de Giuseppe Mazzini). Ayant adhéré au fascisme, il est nommé le 1er décembre 1924, à Pavie puis, en novembre 1927, est confirmé comme professeur titulaire par la faculté de littérature.  
Rota occupe la chaire d'histoire moderne jusqu'en 1952-53 et enseigne également la paléographie et la diplomatie (1928-35 et 1937-52), l'histoire politique coloniale (1936-38) et l'histoire du Risorgimento (1952-53). 
Rota décède d'une crise cardiaque le 23 août 1958 à Cannobbio, alors dans la province de Novare (aujourd'hui Verbano Cusio Ossola).

## Publications
- La reazione cattolica a Milano, 1905
- L'Austria in Lombardia e la preparazione del movimento democratico cisalpino, 1911
- Il pensiero e l’arte degli scrittori francesi davanti e dopo la Rivoluzione negli scrittori italiani degli ultimi decenni del secolo XVIII e nei primi del secolo XIX, 1914
- Italia e Francia davanti alla storia, il mito della sorella latina, 1939
- Le Origini del Risorgimento, 1948
- Genesi storica dell' idea italiana, 1948